# Мадоян, Геворк Аршакович
Геворк Аршакович Мадоян (арм. Գևորգ Մադոյան, 1 апреля 1911, Ахалкалаки, Тифлисская губерния, Российская империя - 7 июля 1990, Ереван, Армянская ССР, СССР), армянский литературовед, переводчик,  публицист, сын активного участника армянского освободительного движения XIX века Сейлана (Аршак Мадоян).

## Биография
В 1930 году, окончив школу с педагогическим уклоном в родном городе, Г. Мадоян в начале поступил на работу в той же школе, и продолжил трудовую деятельность в Ахалкалаки и близлежащих сёлах, а так же в Армянском педагогическом училище, преподавая армянский язык и литературу. В 1946-1951 годах он был директором указанного училища и внес значительный вклад в обеспечение окрестных армянских школ грамотными педагогическими кадрами. Параллельно с работой Мадоян учился и в 1940 году окончил с отличием факультет армянского языка и литературы Заочного педагогического института при Тбилисском государственном университете. В 1954 году за защиту диссертации на тему «Политическая сатира Акопа Пароняна» ему была присвоена учёная степень кандидата филологических наук. В 1954 году Г. Мадоян вместе с семьей переехал в Ереван. Начался новый, более плодотворный период жизни. В разные годы занимая должности переводчика в «Арменпресс», завуча школы имени Александра Ширванзаде, заведующего отделом в редакции журнала «Советский педагог», старшего научного сотрудника в НИИ школ Министерства Просвещения Республики и др.) Г. Мадоян в 1960 году поступил на работу в Государственный музей литературы и искусства Армении, где полностью раскрылся его талант филолога-литературоведа. Он был учёным секретарем музея около четверти века, затем был избран членом Международной организации музеев. Его монографии «Акоп Паронян» (1960), «Геворг Ахвердян» (1965), «Даниэль Варужан» (1976), «Дереник Демирчян» (1981) получили высокую оценку литературной общественности. При его активном участии было издано несколько томов серии «Литературное наследие», собрания писем Микаэла Налбандяна, Мсера Мсеряна, Мурацана и других деятелей армянской культуры. С. Буклет Мадояна «Братство муз» (1985), посвященный армяно-грузинским литературно-культурным связям, была удостоена специальной премии Всесоюзного общества «Знание». Мадоян также является автором ряда исследований по методике преподавания армянской литературы и истории армянской школы. В 1959 и 1963 годах вышел в свет его учебник для взрослых «Армянский язык» (при содействии К. Черкесяна), а составленная им (при содействии П. Хачатряна) хрестоматия армянской литературы для 9-го класса выдержала несколько изданий.

## Произведения
- «Армянские фрагменты» из книги путешествий «Турция сегодня». (арм.)
- Рассказ «Царь детей» (арм.)
- Ե. Չարենցի Անվան Գրականության և Արվեստի Թանգարան / Музей литературы и искусства имени Егише Чаренца, Ер., 1972.